# بمبديون أثيوبي
بمبديون أثيوبي (الاسم العلمي:Bembidion aethiopicum) هو نوع من الحشرات يتبع جنس البمبديون من فصيلة الخنافس الأرضية.